# Scaptius prumaloides
Scaptius prumaloides là một loài bướm đêm thuộc phân họ Arctiinae, họ Erebidae.